# Градище (Долно Лакочерей)
Вижте пояснителната страница за други значения на Градище.
Градище (на македонска литературна норма: Градиште) е археологически обект, селище от Бронзовата епоха край охридското село Долно Лакочерей, Северна Македония.

## Местоположение
Градище се намира на могила на 2 km западно от селото.

## Описание
Върху заравнената част на могилата, която има елипсовидна форма с посока изток-запад, при прокопаването на ровове на повърхността са открити фрагменти от керамични съдове и каменни и костени сечива.
На 20 януари 1959 година Кулище-Градище е обявено за паметник на културата.